# ایگال تألمی
ایگال تالمی (انگلیسی: Igal Talmi؛ زادهٔ ۳۱ ژانویهٔ ۱۹۲۵) یک دانشمند در زمینه فیزیک هسته‌ای اهل اسرائیل و از استادان مؤسسه عالی علوم وایزمن است.
وی همچنین برنده جوایزی همچون جایزه اسرائیل شده است.